# 楠織あやの
楠織 あやの（くすしき あやの、1984年11月21日 - ）は、日本の元グラビアアイドル、レースクイーン。元K-point所属。2009年3月31日をもって芸能界から引退した。

## 人物
- 「ツッコミ・ハシャギ」系のグラドルだという
- セクシーだと思うパーツは「鎖骨」とのこと。最近はゲームにハマっているそう
- 同事務所の村岡沙耶香とは仲が良く、お笑いが好きでルミネtheよしもと、ヨシモト∞ホールなど観覧に行っている。
- 趣味:サッカー、犬、カラオケ
- 特技:料理、ハンドボール、友達のモノマネ、エアギター、妄想、KY（危険予知）
- 好きな物: からあげくんRED、ししとう、豆腐 、トンコツラーメン
- 嫌いな物 :チョコ、かぼちゃ、ココア
- 好きな色: 水色、白、紺色
- 好きな男性のタイプは「年上で一緒にはしゃいでくれる人がいい」とのこと
- 将来は「マルチタレント・声優」を目指している
- 最近、兄の姪子に馴染んでいる。

## 出演
テレビ
- 『ぷっ』すま （テレビ朝日） アシスタントレギュラー 2004.11〜1
- 場外乱闘4 （関西テレビ） 2005.1
- ドランク魂 （東海テレビ） レギュラー 2005.3〜9
- ヨシモト∞ （ヨシモトファンダンゴTV 2006年3月〜2007年3月）
- 黒い太陽 （テレビ朝日） レギュラー出演 2006.7〜9
- だめんず・うぉ～か～ （テレビ朝日） 2006.10
- ぼくだけのアイドル （テレビ東京） 2007.1
- 千原兄弟の夜明け （テレビ東京） 2008.11
- 浜ちゃんが! （読売テレビ） 2008.10〜2009.3
- 芸能人格付けチェック2009（朝日放送） アシスタント 2009.1.1
- 旅ちゃんガイド-第39話ゲスト出演（旅チャンネル）

## レースクイーン
- SUPER GT カストロールサーキットレディ 2005
- フォーミュラ・ニッポン カストロールサーキットレディ 2006
- SUPER GT WILLCOM R&D SPORT GAL 2007

## その他
- Janne Da Arc「HEAVEN」PV 2006.5
- 「ミス・エアギタージャパン・コンテスト　2007」でベストプレイ賞を獲得した

## 作品
DVD
- RQの女神達POP QUEEN　楠織あやの 2005.10